# بيل هيرست (لاعب كرة قاعدة)
بيل هيرست (بالإنجليزية: Bill Hurst)‏ هو لاعب كرة قاعدة أمريكي، ولد في 28 أبريل 1970 في ميامي بيتش في الولايات المتحدة.

## وصلات خارجية
- بيل هيرست على موقع دوري كرة القاعدة الرئيسي (الإنجليزية)
- بيل هيرست على موقعبيزبول رفرنس.كوم (الدوري الرئيسي) (الإنجليزية)
- بيل هيرست على موقع إي إس بي إن.كوم (أم.أل.بي) (الإنجليزية)
- بيل هيرست على موقع مشجعي الرسوم البيانية (الإنجليزية)